# Eurithia nigronitida
Eurithia nigronitida là một loài ruồi trong họ Tachinidae.